# Lars Kokemüller
Lars Kokemüller, Künstlername Lars Henriks, (* 1991 in Wolfenbüttel) ist ein deutscher Schauspieler, Regisseur und Musiker. Er ist zudem künstlerischer Leiter des weltweit einzigen Horrortheaters, des Miskatonic Theaters in Hamburg-Harburg.

## Leben

### Anfänge und Ausbildung
Bereits als Kind machte Kokemüller erste Gehversuche im Medium Film. Mit neun gewann er einen Förderpreis beim Deutschen Jugendvideopreis. Er hatte mit einem Fantasyfilm teilgenommen, für den er „normale Gebrauchsgegenstände, Spielzeugfiguren und Teile aus Fantasy-Games eingearbeitet“ hatte.

Kokemüller absolvierte eine Schauspielausbildung am Bühnenstudio der darstellenden Künste in Hamburg.

### Laufbahn als Schauspieler
Von 2012 bis 2013 spielte er das Programm Slam-Kabarett in Alma Hoppes Lustspielhaus und auf zahlreichen anderen Kabarettbühnen in ganz Deutschland.
Von 2013 bis 2015 spielte er den Schlosspraktikanten Marcus in der australisch-deutschen Fernsehserie In Your Dreams – Sommer deines Lebens.

### Tätigkeit als Regisseur
Im Jahr 2012 schrieb und inszenierte Lars Kokemüller das Theaterstück DOKUSOAP 3000 am Theater Orange im Hamburger Karolinenviertel.
Mit der von ihm gegründeten Produktionsgruppe Radikal & Arrogant drehte er 2011 die Kurzfilme Utoya - Utopia und BAAL. MACHT. GREUEL., die beide im Februar 2012 in der Roten Flora Premiere feierten.
Im Jahr 2013 veröffentlichte er seinen dritten Kurzfilm, der provokateur, sowie sein Spielfilm-Debüt Warum Hans Wagner den Sternenhimmel hasst. Letzterer wurde in den Katalog des Verleihs Drop Out Cinema aufgenommen.
2014 feierte der Spielfilm Emma hat Flügel, bei dem Kokemüller Regie geführt und eine Hauptrolle übernommen hat, im Hamburger 3001-Kino Premiere.

### Theaterschaffen
Im Jahr 2024 gründete Lars Henriks gemeinsam mit Nisan Arikan das Miskatonic Theater in Hamburg-Harburg, das sich als weltweit einziges Horrortheater positioniert. Die Bühne entstand aus dem ehemaligen antikyno, einem von Henriks und Arikan betriebenen Kulturzentrum für Film- und Theaterveranstaltungen. Henriks fungiert als künstlerischer Leiter des Theaters und inszeniert sowohl Eigenproduktionen als auch Stücke klassischer Schauerliteratur.
Das Miskatonic Theater bietet Platz für etwa 80 Zuschauer und hat sich zum Ziel gesetzt, eine Nische in der deutschen Theaterlandschaft zu füllen. Mit Produktionen wie Das Fest, einem humorvoll inszenierten Weihnachts-Horrormärchen für Erwachsene, verbindet Henriks lokale Mythen mit Elementen des Horrors. Dabei wird das Publikum aktiv in die Handlung einbezogen, was zu einer besonders immersiven Theatererfahrung führt. Dieses Konzept zieht ein jüngeres Publikum an und hebt das Theater deutlich von traditionellen Bühnen ab.

### Andere Aktivitäten
Kokemüller war Sänger der Elektropunk-Band E123, die sich im August 2016 auflöste.

Im Jahr 2013 moderierte er im Hamburger Sprechwerk die Veranstaltungsreihe theater_slam, bei der Schauspieler und Theatergruppen mit Kurzauftritten gegeneinander antreten konnten.

Seit 2014 veranstaltet er gemeinsam mit anderen Independent-Filmemachern aus Hamburg das Obsessive Underground Festival, ein Filmfestival für No- und Low-Budget Filme.

## Filmografie

### Als Schauspieler
- 2011: Utoya - Utopia (Kurzfilm)
- 2011: BAAL. MACHT. GREUEL. (Kurzfilm)
- 2013: Die Pfefferkörner (Fernsehserie, Episodenrolle)
- 2013: der provokateur. (Kurzfilm)
- 2014: Emma hat Flügel
- 2012–2014: In Your Dreams – Sommer deines Lebens (Fernsehserie, durchgehende Hauptrolle)

### Als Regisseur und Produzent
- 2011: Utoya - Utopia (Kurzfilm)
- 2011: Baal. Macht. Greuel. (Kurzfilm)
- 2013: Der Provokateur. (Kurzfilm)
- 2013: Warum Hans Wagner den Sternenhimmel hasst
- 2014: Emma hat Flügel
- 2015: Cordelias Kinder
- 2015: Zeckenkommando vs. Cthulhu
- 2017: Leon muss sterben
- 2018: Bearkittens
- 2019: Performaniax
- 2021: Covid Metamorphosen
- 2023: From Beyond
- 2023: Birthright

## Hörspiele
- 2022: Korridore - Mystery-Horror-Serie des SWR (Buch und Regie)
- 2024: Dämonenjäger Ewald Heine (Buch)[12]